# Mazinho Oliveira
Mazinho Oliveira est un footballeur brésilien né le 26 décembre 1965. Il est attaquant.

## Palmarès
- Finaliste de la Copa América 1991 avec le Brésil
- Champion du Japon en 1996, 1997 et 1998 avec les Kashima Antlers
- Champion d'Allemagne en 1994 avec le Bayern Munich